# Triphora peninsularis
Triphora peninsularis är en snäckart som först beskrevs av Bartsch 1907.  Triphora peninsularis ingår i släktet Triphora och familjen Triphoridae. Inga underarter finns listade i Catalogue of Life.